# Nesviški dvorec
Nesviški dvorec ali Nesviški grad (belorusko Нясвіжскі замак, Niasvižski zamak) je rezidenčni grad družine Radzivil v Njasvižu (Nesvižu) v Belorusiji.  
Dvorec je v 16. in 17. stoletju zgradila in do leta 1939 vzdrževala rodbina Radzivil. Leta 2005 so bili dvorec, cerkev in okolica vpisani na Unescov seznam svetovne dediščine. 

## Zgodovina
Posestvo je bilo v lasti magnatske družine Radzivil od leta 1533, ko sta ga po izumrtju rodbine Kiszka nasledila Mikolaj Radzivil in njegov brat Jan Radzivil. Ker so bili Radzivili  ena od najpomembnejših in najbogatejših rodbin v Veliki litovski kneževini in Kroni kraljevine Poljske, je bila leta 1551 tja preseljena Litovska metrika, zbirka pravnih dokumentov dvorne pisarne Velike litovske kneževine. Leta 1586 je posest postala sedež rodbine. 
V Lublinski uniji je grad postal ena najpomembnejših rezidenc v osrednjem delu poljsko-litovske skupne države. 
Leta 1582 je Nikolaj Krištof "Sirota" Radzivil, litovski maršal, vojvoda Trakai-Vilne in kaštelan Šjauljaija, začel graditi mogočen kvadraten trinadstropen dvorec. Del dvorca je temeljil na obstoječi zgradbi srednjeveškega gradu, dvorec kot celota pa se je iz nekdanje utrdbe v celoti spremenil v renesančno-baročno palačo. Gradnja je bila končana leta 1604, pol stoletja kasneje pa so ji dodali več galerij. Vogali dvorca so bili utrjeni s štirimi osmerokotnimi stolpi. 
Leta 1706 je vojska Karla XII. med veliko severno vojno  grad oplenila in uničila njegove utrdbe. Nekaj desetletij kasneje so Radzivili povabili nekaj nemških in italijanskih arhitektov, da so grad temeljito prenovili in povečali. Antoni Zaleski je rumene grajske fasade okrasil z baročnimi štukaturami. Rekonstruirana so bila tudi grajska vrata iz 16. stoletja, dvonadstropni stolp vratarnice pa okronan s čelom. V tem času so bile tri ločene stavbe, ki obdajajo osrednje dvorišče, združene v eno samo. 
Med poljsko-rusko vojno leta 1792 so grad zavzele ruske sile in družino Radzivil izgnale. Kmalu zatem so Litovsko metriko prenesli v Sankt Peterburg, kjer je še danes, medtem ko so večino umetnin razdelili ruskim in poljskim plemičem, ki so podprli Katarino Veliko. Po drugi delitvi Poljske leta 1793 je grad pripadel Rusiji. 
Palača, ki so jo zapustili prvotni lastniki in ruska vojska, je postopoma propadala. V letih 1881 do 1886 sta notranjost gradu prenovila princ Anton Viljem Radzivil in njegova francoska žena Marie de Castellane. Takrat je bil urejen tudi krajinski park v angleškem slogu. Park ima površino več kot kvadratni kilometer in je zato eden največjih tovrstnih parkov v Evropi. 
Po poljsko-sovjetski vojni (1918–1921)  sta grajski kompleks in okolica leta 1920 postala del novoustanovljene Druge poljske republike. V tem času je grad veljal za enega najlepših na Kresih. Med invazijo na Poljsko leta 1939 je Rdeča armada družino Radzivil izgnala. V času Sovjetske zveze je bil grad sanatorij, medtem ko je bil park potopoma zanemarjen. 
Grajski kompleks zdaj velja za najlepšega v Belorusiji. Leta 2005 ga je UNESCO uvrstil na seznam svetovne dediščine.
Grajski kompleks je bil v letih 2004 do 2012 temeljito obnovljen.